# Ascension d'Isaïe
Pour les articles homonymes, voir Ascension.

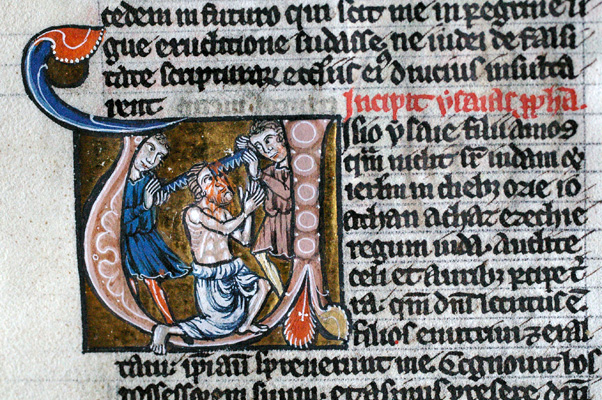
Martyre d'Isaiah, miniature de la Bible du monastère de Santa Maria d'Alcobaça, Portugal (années 1220)

L’Ascension d’Isaïe est un apocryphe chrétien de type apocalyptique datant du début du IIe siècle et probablement composé en Syrie dans une communauté chrétienne charismatique d'inspiration docète. Composé de deux parties, il retrace d'abord le martyre du prophète Isaïe et décrit ensuite les visions célestes du prophète.

## Origine et découverte

### Origine
L'ouvrage serait originaire de la région d'Antioche en Syrie, issu d'un milieu de prophètes chrétiens charismatiques, pré-gnostiques d'inspiration docète, qui se réclament d'une tradition prophétique vénérable initiée par Isaïe lui-même. Il a été initialement rédigé en grec mais la seule version complète aujourd'hui est une version en guèze, l'éthiopien classique. Longtemps considéré comme une agrégation de deux textes distincts — l'un juif et l'autre judéo-chrétien —, l'Ascension est désormais considéré par l'ensemble de la recherche contemporaine comme une composition chrétienne. Pour la plupart des chercheurs, suivant sur ce point Enrico Norelli, elle a été rédigée en deux étapes, d'abord 6-11 rédigé à la fin du Ier siècle puis 1-5, ajouté au début du IIe siècle.

### Transmission
L’Ascension est mentionnée par Origène au IIIe siècle. Elle n'a pas été intégrée au canon par la plupart des Églises, mais garde valeur de texte sacré dans l'Église éthiopienne orthodoxe et fut reçue comme inspirée par certains courants chrétiens médiévaux comme les bogomiles ou les cathares. C'est pour cela sans doute qu'on en a retrouvé de nombreux fragments au XIXe siècle, écrits en latin, en grec, en copte et en slavon. Il en existe également une version complète en guèze.

## Résumé
De type apocalyptique, l’ouvrage peut être divisé en deux parties. La première débute avec la montée sur le trône de Juda de Manassé, fils d'Ezéchias. Isaïe avait auparavant prédit que le nouveau souverain serait un serviteur du diable et qu'il serait supplicié par lui. Le monarque se comportant comme il l'avait prévu, le prophète décide de se retirer dans les montagnes avec son fils et d'autres compagnons. Mais Béchirra, un faux prophète jaloux, convainc Manassé de mettre à mort Isaïe. Ce dernier est alors scié au moyen d’une planche à bois, sans jamais renoncer à sa foi durant son supplice. 
La seconde partie est pseudépigraphique : Isaïe raconte à son fils ce qu'il verra au ciel après son exécution. Après avoir observé les six premiers cieux, le prophète arrive au septième ciel. Il y voit Dieu lui-même, accompagné de ses anges les plus importants, dont son « fils bien aimé », Jésus-Christ, et celui-ci lui relate son destin futur.

## Contenu théologique
L'Ascension d'Isaïe contient de nombreuses références qui l'ont longtemps fait considérer comme proche du dualisme « docétique » mais la recherche contemporaine nuance cette approche en y voyant davantage une christologie de type « polymorphique », attachée aux apparences multivalentes de Jésus, étant entendu que ces termes sont tous deux des constructions modernes. 